# Calamintha officinalis
UANI calamento (Calamintha officinalis) es una especie de planta de la familia Lamiaceae.
Es sinónimo de Satureja calamintha.